# Lost in Austen
Lost in Austen är en brittisk tv-serie i fyra delar från 2008 skapad av Guy Andrews och producerad för ITV av Mammoth Screen. Serien är en humoristisk fantasi över Jane Austens Stolthet och fördom. Amanda Price, en kvinna från nutida London, finner sig mitt uppe i romanens intrig när hon  hittar en okänd dörr i sitt badrum och teleporteras i tid och rum. Elizabeth Bennet tar hennes plats i London.

## Rollista
- Jemima Rooper – Amanda Price
- Elliot Cowan – Fitzwilliam Darcy
- Tom Mison – mr Bingley
- Alex Kingston – mrs Bennet
- Hugh Bonneville – mr Claude Bennet
- Morven Christie – Jane Bennet
- Tom Riley – George Wickham
- Perdita Weeks – Lydia Bennet
- Gemma Arterton – Elizabeth Bennet
- Christina Cole – Caroline Bingley
- Florence Hoath – Catherine "Kitty" Bennet
- Lindsay Duncan – lady Catherine de Bourgh
- Guy Henry – mr Collins
- Michelle Duncan – Charlotte Lucas
- Ruby Bentall – Mary Bennet
- Gugu Mbatha-Raw – Pirhana
- Daniel Percival – Michael Dolan
- Genevieve Gaunt – Georgiana Darcy